# Shallow (sång)
Shallow är en sång från filmen A Star Is Born (2018) som framförs av Lady Gaga och Bradley Cooper. Den är skriven av Lady Gaga, med Andrew Wyatt, Anthony Rossomando och Mark Ronson, och producerad av Lady Gaga med Benjamin Rice. Låten släpptes som singel den 27 september 2018.
Låten möttes av positivt mottagande från recensenter och har nominerats till ett flertal priser, inklusive fyra Grammy Awards. Den blev etta på Sverigetopplistan den 2 november 2018. På Billboard Hot 100 hamnade den etta 9 mars 2019. Där låg den i några dagar innan Sucker av Jonas Brothers passerade den.

## Listplaceringar
| Land                | Placering |
| ------------------- | --------- |
| Australien          | 1         |
| Belgien (Flandern)  | 8         |
| Belgien (Vallonien) | 2         |
| Danmark             | 1         |
| Frankrike           | 5         |
| Italien             | 2         |
| Nederländerna       | 12        |
| Norge               | 3         |
| Nya Zeeland         | 1         |
| Portugal            | 1         |
| Schweiz             | 1         |
| Spanien             | 15        |
| Sverige             | 1         |
| Tyskland            | 10        |
| Österrike           | 1         |

## Utmärkelser
| Utmärkelse                   | Kategori                               | Mottagare                                                                           | Resultat  |
| ---------------------------- | -------------------------------------- | ----------------------------------------------------------------------------------- | --------- |
| Oscar                        | Bästa sång                             | Lady Gaga, Mark Ronson, Anthony Rossomando, Andrew Wyatt                            | Vann      |
| Golden Globes                | Bästa originalsång                     | Lady Gaga, Mark Ronson, Anthony Rossomando, Andrew Wyatt                            | Vann      |
| Grammy Awards                | Bästa pop av en duo eller grupp        | Lady Gaga, Bradley Cooper                                                           | Vann      |
| Grammy Awards                | Bästa sång skriven för visuella medier | Lady Gaga, Mark Ronson, Anthony Rossomando, Andrew Wyatt                            | Vann      |
| Grammy Awards                | Årets sång                             | Lady Gaga, Mark Ronson, Anthony Rossomando, Andrew Wyatt                            | Nominerad |
| Grammy Awards                | Årets inspelning                       | Lady Gaga, Bradley Cooper, Benjamin Rice, Brandon Bost, Tom Elmhirst, Randy Merrill | Nominerad |
| Critics' Choice Movie Awards | Bästa sång                             | A Star Is Born                                                                      | Vann      |
| Satellite Awards             | Bästa sång                             | A Star Is Born                                                                      | Vann      |